# SOE en Abyssinie
Le Special Operations Executive (« Direction des opérations spéciales ») est un service secret britannique qui opéra pendant la Seconde Guerre mondiale dans tous les pays en guerre, y compris en Extrême-Orient. 
L'Abyssinie est le théâtre de certains des efforts les plus précoces et les plus fructueux du SOE. Pour soutenir l'empereur Hailé Sélassié en exil, le SOE organise une force d'irréguliers éthiopiens conduite par Orde Charles Wingate. Cette force, appelée Gideon Force par Wingate, provoque de lourds dommages aux forces d’occupation italiennes, et participe à la campagne britannique victorieuse. Wingate utilise ensuite son expérience pour créer les Chindits en Birmanie.